# Czinczár Miklós
Czinczár Miklós (Álnevei:Bencze Miklós, Czinczár Bence, Csősz) (Budapest, 1893. május 4. — Auschwitz, 1945. május 9.) magyar író, költő, újságíró.

## Életpályája
1919-ben Kolozsvárt szerkesztette a Friss Postát, 1920-ban Brassóban a radikális Előre egyik szerkesztője, majd 1922-ig a Horog c. szatirikus hetilap főszerkesztője, 1922-től 1923-ig a Brassói Lapok belső munkatársa, 1927-től a Hétfői Brassói Hírlap szerkesztője. Menekülés c. regénye (Kolozsvár, 1935) az ESZC kiadásában jelent meg.
1945-ben a holokauszt áldozata lett Auschwitzban.

## Kötetei (válogatás)
- Harc és csönd : [versek]. Kolozsvár, 1917.
- Piros volt a hó : [versek]. Brassó, 1921.
- Menekülés : [regény]. Erdélyi Szépmíves Céh, 1935.[2]
- Államlélektan.  Kolozsvár, 1936.

## Társasági tagság
- Erdélyi Szépmíves Céh